# Burmeistera truncata
Burmeistera truncata är en klockväxtart som beskrevs av Alexander Zahlbruckner. Burmeistera truncata ingår i släktet Burmeistera och familjen klockväxter. IUCN kategoriserar arten globalt som sårbar. Inga underarter finns listade i Catalogue of Life.